# Ectoedemia obtusa
Ectoedemia obtusa là một loài bướm đêm thuộc họ Nepticulidae. Nó được tìm thấy ở Tây Ban Nha, Pháp, Ý, Croatia và Turkmenistan.
Con trưởng thành bay vào tháng 5 và tháng 6.
Ấu trùng sống nhờ thực phẩm là các loài sinh vật thuộc chi Fraxinus.